# 衝出世界

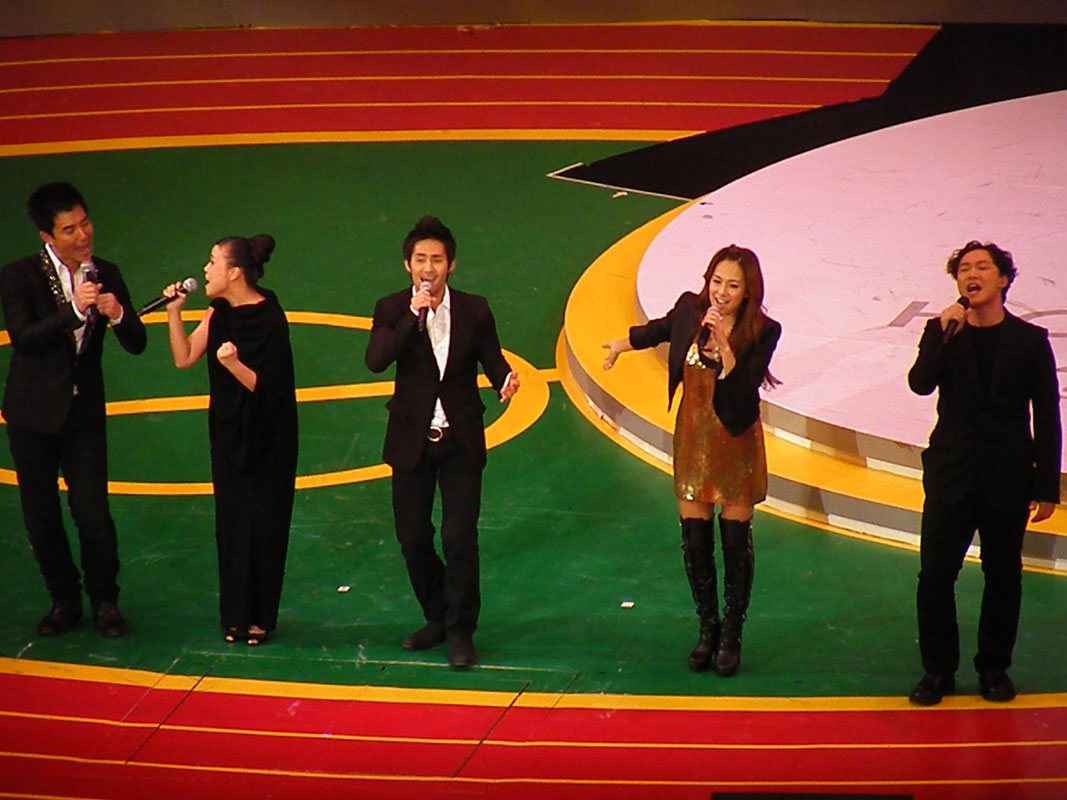
任賢齊、朱哲琴、中孝介、蔡妍及陳奕迅等歌手，在2009年東亞運動會閉幕禮合唱《衝出世界》國際版本《You are the Legend》

《衝出世界》是2009年東亞運動會的主題曲，由香港電台委託東亞音樂出版有限公司製作，同時亦是陳少琪和金培達繼《始終有你》、《We Are Ready》、《生命之光》、《飛躍共舞》和《難說再見》後，第六個攜手合作出來的心血結晶。
歌曲以2009年東亞運動會的口號「創造傳奇一刻」為創作主題，宣揚體育精神及寄寓健兒們併發潛能，為國家、為自己在競賽場上創造佳績，締造傳奇。粵語版主題曲於2008年11月7日由超過60名歌手、香港電台DJ以及香港運動員參與錄音，並於12月5日「香港2009東亞運動會一周年倒數活動」上公佈。

## 主唱者

### 歌手
小肥、方力申、王友良、方珈悠、王若琪、王菀之、古巨基、可嵐、江若琳、羽翹、李志剛、李克勤、狄易達、何卓瑩、吳浩康、周吉佩、泳兒、周柏豪、官恩娜、周麗淇、胡琳、韋雄、范萱蔚、侯嘉明、徐浩、容祖兒、側田、陳百祥、許志安、張苡澂、扈佳榮、陳柏宇、陳奕迅、陳偉霆、張敬軒、梁詠琪、張學友、黃天頤、裕美、馮家俊、黃鎧晴、馮曦妤、楊千嬅、農夫、賈曉晨、蔡卓妍、劉浩龍、鄧紫棋、鄭融、鄧穎芝、鍾舒漫、薛凱琪、藍奕邦、關心妍、譚詠麟、關楚耀、A-dAY、EO2、Freeze、HotCha、Maria Cordero、Soler、Square、ToNick

### 運動員
王晨（羽毛球）、葉姵延（羽毛球）、胡兆康（保齡）、蔡曉慧（游泳）、歐鎧淳（游泳）、陳宇寧（游泳）、麥珮軒（壁球）、陳潤韜（健美）

## 國際版──You are the Legend
大會主題曲還有一首國際版，名為《You are the Legend》，由5名來自東亞地區的歌手合唱，分別為朱哲琴（中國）、陳奕迅（香港）、中孝介（日本）、蔡妍（韓國）和任賢齊（中華台北），以英語、日語、韓語及國語4種語言演繹。歌曲於2008年11月17日開始錄音，並於2009年5月20日舉行的「香港賽馬會2009東亞運動會義工計劃義工手印牆」開幕禮上首播。

## 資料來源
1. ↑  .   [2008-12-23]. （原始内容存档于2020-09-13）.
2. ↑  .   [2008-12-23]. （原始内容存档于2009-09-17）.
3. ↑  .   [2008-12-23]. （原始内容存档于2009-09-19）.
4. ↑  .   [2009-03-01]. （原始内容存档于2009-01-31）.
5. ↑  .   [2009-12-12]. （原始内容存档于2013-01-07）.

## 外部連結
- 香港2009年東亞運動會主題曲